# Villa Dall'Ava
La villa Dall'Ava est un bâtiment de type villa situé à Saint-Cloud. Elle a été conçue par l'architecte néerlandais Rem Koolhaas, commencée en 1984 et finalisée en 1991.

## Histoire
La maison est une commande de Dominique Boudet qui désire une réalisation répondant à sa passion architecturale. Il confie le projet à Rem Koolhaas dont les idées le séduisent. Cependant, la modernité du projet dans le quartier entraîne des procès qui retardent sa construction.
Boudet donne carte blanche à Koolhaas. Il veut simplement une maison familiale pour un couple avec un enfant et une piscine avec vue sur Paris.
Le bâtiment ainsi que les jardins font l’objet d’une inscription au titre des monuments historiques depuis le 8 mars 2018.

## Architecture
La piscine est installée sur le toit et repose sur le corps principal du bâtiment, soutenu par un mur porteur en béton, avec une partie solidifiée par des piliers métalliques en biais et une autre en porte à faux. Le bâtiment est recouvert d'aluminium.
Cette situation en hauteur permet d'ouvrir des espaces sur le jardin auquel on accède par des parois de verre transparent ou sablé. Le verre laisse entrer une lumière abondante, tamisée par des volets de tôle perforée ou de bambou.
La cuisine est séparée par un mur arrondi en polyester.

## Sources